# 里奇蘭鎮區 (密蘇里州弗農縣)
里奇蘭鎮區（英語：Richland Township）是位於美國密蘇里州弗農縣的一個行政鎮區。

## 地方資料
里奇蘭鎮區的面積為91.63平方千米，當中陸地面積為90.58平方千米，而水域面積為1.05平方千米。根據2020年美國人口普查的數據，當地共有人口157人，而人口密度為每平方千米1.71人。